# Az Emilia Pérez díjainak és jelöléseinek listája
Ez a szócikk az Emilia Pérez című 2024-ben bemutatott francia-belga-mexikói koprodukcióban készült spanyol nyelvű zenés bűnügyi filmvígjáték fontosabb díjainak és jelöléseinek listáját tartalmazza, az elismerés időpontjának sorrendjében. A filmet Jacques Audiard írta és rendezte. Főbb szerepeiben Zoë Saldana, Karla Sofía Gascón, Selena Gomez és Édgar Ramírez látható. A film eredeti dalait Camille (Camille Dalmais), eredeti zenéjét pedig Clément Ducol szerezte.
A film világpremierjére a 77. cannes-i filmfesztiválon került sor, ahol elnyerte a zsűri díját, öt szereplője pedig megosztva a legjobb női alakítás díját. A 37. Európai Filmdíjátadón öt díjat nyert el, 2025-ben pedig tíz kategóriában jelölték Golden Globe-díjra, melyből hármat megnyert. Tizenkét kategóriában 13 jelölést kapott Oscar-díjra, ezzel minden idők legtöbb jelölést kapott nem angol nyelvű filmje lett. Tíz kategóriában jelölték Satellite-díjra és kilencben BAFTA-díjra.
Mind a hivatalos kritika, mind a közönség pozitívan viszonyult az alkotáshoz, 2024-ben és 2025-ben számos amerikai filmkritikus társaságtól kapott különböző kategóriákban elismerést.

### Díjak és jelölések
| Díj / Fesztivál                                    | Időpont       | Kategória                                    | Díjazott(ak) | Eredmény | Megj.             |
| -------------------------------------------------- | ------------- | -------------------------------------------- | --- | -------- | ----------------- |
| 77 cannes-i fesztivál                              | 2024. 05. 25. | Arany Pálma                                  | Jacques Audiard | Jelölve  | [ * 1 ]           |
| 77 cannes-i fesztivál                              | 2024. 05. 25. | A zsűri díja                                 | Jacques Audiard | Elnyerte | [ * 1 ]           |
| 77 cannes-i fesztivál                              | 2024. 05. 25. | Legjobb női alakítás díja                    | Karla Sofía Gascón, Selena Gomez, Adriana Paz, Zoë Saldana                                                          | Elnyerte | [ * 1 ]           |
| 77 cannes-i fesztivál                              | 2024. 05. 25. | Cannes-i Filmzene díj                        | Clément Ducol és Camille                                                                                            | Elnyerte | [ * 2 ]           |
| 77 cannes-i fesztivál                              | 2024. 05. 24. | Queer Pálma                                  | Jacques Audiard | Jelölve  | [ * 3 ]           |
| Telluride-i Filmfesztivál                          | 2024. 09. 02. | Ezüst Érem díj                               | Jacques Audiard | Elnyerte | [ * 4 ]           |
| Torontói Nemzetközi Filmfesztivál                  | 2024. 09. 15. | TIFF Variety Kézműves díj                    | Clément Ducol és Camille                                                                                            | Elnyerte | [ * 5 ]           |
| Torontói Nemzetközi Filmfesztivál                  | 2024. 09. 15. | Közönségdíj                                  | Emilia Pérez | 2. hely  | [ * 6 ]           |
| Stockholmi Nemzetközi Filmfesztivál                | 2024. 11. 19. | Legjobb film – FIPRESCI                      | Emilia Pérez | Elnyerte | [ * 7 ]           |
| Stockholmi Nemzetközi Filmfesztivál                | 2024. 11. 19. | Közönségdíj                                  | Emilia Pérez | Elnyerte | [ * 7 ]           |
| Hollywood Music in Media Awards (HMMA)             | 2024. 11. 20. | Legjobb eredeti dal – játékfilm              | Camille, Clement Ducol, Jacques Audiard és Zoë Saldana („El Mal”)                                                   | Jelölve  | [ * 8 ]           |
| Hollywood Music in Media Awards (HMMA)             | 2024. 11. 20. | Legjobb eredeti dal – játékfilm              | Camille, Clement Ducol, Édgar Ramírez és Selena Gomez („Mi Camino”)                                                 | Jelölve  | [ * 8 ]           |
| Hollywood Music in Media Awards (HMMA)             | 2024. 11. 20. | Dal – képernyős teljesítmény (film)          | Zoë Saldana („El Mal”)                                                                                              | Elnyerte | [ * 8 ]           |
| Hollywood Music in Media Awards (HMMA)             | 2024. 11. 20. | Eredeti zene – játékfilm                     | Camille és Clément Ducol                                                                                            | Elnyerte | [ * 8 ]           |
| Hollywood Music in Media Awards (HMMA)             | 2024. 11. 20. | Zenei témájú film, életrajzi vagy zenés film | Jacques Audiard, Pascal Caucheteux, Valérie Schermann és Anthony Vaccarello                                         | Elnyerte | [ * 8 ]           |
| IndieWire Honors                                   | 2024. 12. 05. | Reflektorfény díj                            | Selena Gomez | Elnyerte | [ * 9 ]           |
| Európai Filmdíj                                    | 2024. 12. 07. | Legjobb európai film                         | Emilia Pérez | Elnyerte | [ * 10 ]          |
| Európai Filmdíj                                    | 2024. 12. 07. | Legjobb európai rendező                      | Jacques Audiard | Elnyerte | [ * 10 ]          |
| Európai Filmdíj                                    | 2024. 12. 07. | Legjobb forgatókönyvíró                      | Jacques Audiard | Elnyerte | [ * 10 ]          |
| Európai Filmdíj                                    | 2024. 12. 07. | Legjobb európai színésznő                    | Karla Sofía Gascón                                                                                                  | Elnyerte | [ * 10 ]          |
| Európai Filmdíj                                    | 2024. 12. 07. | Legjobb európai vágó                         | Juliette Welfling                                                                                                   | Elnyerte | [ * 11 ]          |
| Camerimage                                         | 2024. 11. 23. | Arany Béka                                   | Paul Guilhaume | Jelölve  | [ * 12 ]          |
| Camerimage                                         | 2024. 11. 23. | Bronz Béka                                   | Paul Guilhaume | Elnyerte | [ * 12 ]          |
| IndieWire kritikusainak szavazása                  | 2024. 12. 16. | Legjobb rendező                              | Jacques Audiard | 8. hely  | [ * 13 ]          |
| IndieWire kritikusainak szavazása                  | 2024. 12. 16. | Legjobb nemzetközi film                      | Emilia Pérez | 9. hely  | [ * 13 ]          |
| Afro-amerikai Filmkritikusok Szövetségének díja    | 2025. 02. 19. | Az év legjobb 10 filmje                      | Emilia Pérez | 6. hely  | [ * 14 ]          |
| Afro-amerikai Filmkritikusok Szövetségének díja    | 2025. 02. 19. | Legjobb nemzetközi film                      | Emilia Pérez | Elnyerte | [ * 14 ]          |
| 82. Golden Globe-gála                              | 2025. 01. 03. | Legjobb vígjáték vagy zenés film             | Emilia Pérez | Elnyerte | [ * 15 ] [ * 16 ] |
| 82. Golden Globe-gála                              | 2025. 01. 03. | Legjobb idegen nyelvű film                   | Emilia Pérez | Elnyerte | [ * 15 ] [ * 16 ] |
| 82. Golden Globe-gála                              | 2025. 01. 03. | Legjobb női főszereplő – vígjáték            | Karla Sofía Gascón                                                                                                  | Jelölve  | [ * 15 ] [ * 16 ] |
| 82. Golden Globe-gála                              | 2025. 01. 03. | Legjobb női mellékszereplő                   | Selena Gomez | Jelölve  | [ * 15 ] [ * 16 ] |
| 82. Golden Globe-gála                              | 2025. 01. 03. | Legjobb női mellékszereplő                   | Zoë Saldana | Elnyerte | [ * 15 ] [ * 16 ] |
| 82. Golden Globe-gála                              | 2025. 01. 03. | Legjobb rendező                              | Jacques Audiard | Jelölve  | [ * 15 ] [ * 16 ] |
| 82. Golden Globe-gála                              | 2025. 01. 03. | Legjobb forgatókönyvíró                      | Jacques Audiard | Jelölve  | [ * 15 ] [ * 16 ] |
| 82. Golden Globe-gála                              | 2025. 01. 03. | Legjobb filmzene                             | Clément Ducol és Camille                                                                                            | Jelölve  | [ * 15 ] [ * 16 ] |
| 82. Golden Globe-gála                              | 2025. 01. 03. | Legjobb filmbetétdal                         | Clément Ducol, Camille és Jacques Audiard („El Mal”)                                                                | Elnyerte | [ * 15 ] [ * 16 ] |
| 82. Golden Globe-gála                              | 2025. 01. 03. | Legjobb filmbetétdal                         | Clément Ducol és Camille („Mi Camino”)                                                                              | Jelölve  | [ * 15 ] [ * 16 ] |
| Utahi Filmkritikusok Szövetsége                    | 2025. 01. 11. | Legjobb női mellékszerelő                    | Zoë Saldana | Jelölve  | [ * 17 ]          |
| Utahi Filmkritikusok Szövetsége                    | 2025. 01. 11. | Legjobb nem angol nyelvű film                | Emilia Pérez | Jelölve  | [ * 17 ]          |
| Lumières-díj                                       | 2025. 01. 22. | Legjobb film                                 | Emilia Pérez | Elnyerte | [ * 18 ] [ * 19 ] |
| Lumières-díj                                       | 2025. 01. 22. | Legjobb rendező                              | Jacques Audiard | Elnyerte | [ * 18 ] [ * 19 ] |
| Lumières-díj                                       | 2025. 01. 22. | Legjobb színésznő                            | Karla Sofía Gascón                                                                                                  | Elnyerte | [ * 18 ] [ * 19 ] |
| Lumières-díj                                       | 2025. 01. 22. | Legjobb forgatókönyv                         | Jacques Audiard | Elnyerte | [ * 18 ] [ * 19 ] |
| Lumières-díj                                       | 2025. 01. 22. | Legjobb operatőr                             | Paul Guilhaume | Jelölve  | [ * 18 ] [ * 19 ] |
| Lumières-díj                                       | 2025. 01. 22. | legjobb zeneszerző                           | Clément Ducol és Camille                                                                                            | Elnyerte | [ * 18 ] [ * 19 ] |
| Satellite-díj                                      | 2025. 01. 29. | Legjobb színésznő – zenés film, vígjáték     | Karla Sofía Gascón                                                                                                  | Jelölve  | [ * 20 ]          |
| Satellite-díj                                      | 2025. 01. 29. | Legjobb női mellékszereplő – mozifilm        | Zoe Saldaña | Jelölve  | [ * 20 ]          |
| Satellite-díj                                      | 2025. 01. 29. | Legjobb adaptált forgatókönyv                | Jacques Audiard | Jelölve  | [ * 20 ]          |
| Satellite-díj                                      | 2025. 01. 29. | Legjobb vágás                                | Juliette Welfling                                                                                                   | Jelölve  | [ * 20 ]          |
| Satellite-díj                                      | 2025. 01. 29. | Legjobb eredeti betétdal                     | „Mi Camino” | Elnyerte | [ * 20 ]          |
| Satellite-díj                                      | 2025. 01. 29. | Legjobb eredeti betétdal                     | „El Mal” | Jelölve  | [ * 20 ]          |
| Satellite-díj                                      | 2025. 01. 29. | Legjobb eredeti filmzene                     | Clément Ducol, Camille                                                                                              | Elnyerte | [ * 20 ]          |
| Satellite-díj                                      | 2025. 01. 29. | Legjobb hang                                 | Emilia Pérez | Jelölve  | [ * 20 ]          |
| Londoni Filmkritikusok Köre                        | 2025. 02. 02. | Az év filmje                                 | Emilia Pérez | Jelölve  | [ * 21 ]          |
| Londoni Filmkritikusok Köre                        | 2025. 02. 02. | Az év idegen nyelvű filmje                   | Emilia Pérez | Jelölve  | [ * 21 ]          |
| Londoni Filmkritikusok Köre                        | 2025. 02. 02. | Az év mellékszereplő színésznője             | Zoë Saldana | Elnyerte | [ * 21 ]          |
| Londoni Filmkritikusok Köre                        | 2025. 02. 02. | Az év átütő teljesítménye                    | Karla Sofía Gascón                                                                                                  | Jelölve  | [ * 21 ]          |
| Londoni Filmkritikusok Köre                        | 2025. 02. 02. | A technikai teljesítmény díja                | Clément Ducol, Camille                                                                                              | Jelölve  | [ * 21 ]          |
| Kritikusok Filmdíja (Critics' Choice Movie Awards) | 2025. 02. 07. | Legjobb film                                 | Emilia Pérez | Jelölve  | [ * 22 ]          |
| Kritikusok Filmdíja (Critics' Choice Movie Awards) | 2025. 02. 07. | Legjobb rendező                              | Jacques Audiard | Jelölve  | [ * 22 ]          |
| Kritikusok Filmdíja (Critics' Choice Movie Awards) | 2025. 02. 07. | Legjobb színésznő                            | Karla Sofía Gascón                                                                                                  | Jelölve  | [ * 22 ]          |
| Kritikusok Filmdíja (Critics' Choice Movie Awards) | 2025. 02. 07. | Legjobb mellékszereplő színésznő             | Zoe Saldaña | Elnyerte | [ * 22 ]          |
| Kritikusok Filmdíja (Critics' Choice Movie Awards) | 2025. 02. 07. | Legjobb színészi együttes                    | Emilia Pérez | Jelölve  | [ * 22 ]          |
| Kritikusok Filmdíja (Critics' Choice Movie Awards) | 2025. 02. 07. | Legjobb adaptált forgatókönyv                | Jacques Audiard | Jelölve  | [ * 22 ]          |
| Kritikusok Filmdíja (Critics' Choice Movie Awards) | 2025. 02. 07. | Legjobb idegen nyelvű film                   | Emilia Pérez | Elnyerte | [ * 22 ]          |
| Kritikusok Filmdíja (Critics' Choice Movie Awards) | 2025. 02. 07. | Legjobb filmzene                             | Camille és Clément Ducol                                                                                            | Jelölve  | [ * 22 ]          |
| Kritikusok Filmdíja (Critics' Choice Movie Awards) | 2025. 02. 07. | Legjobb dal                                  | „El Mal” (Clément Ducol, Camille és Jacques Audiard dalszerzők; Zoe Saldaña, Karla Sofía Gascón és Camille előadók) | Elnyerte | [ * 22 ]          |
| Kritikusok Filmdíja (Critics' Choice Movie Awards) | 2025. 02. 07. | Legjobb dal                                  | „Mi Camino” (Clément Ducol és Camille dalszerzők; Selena Gomez előadó)                                              | Jelölve  | [ * 22 ]          |
| Goya-díj                                           | 2025. 02. 08. | Legjobb európai film                         | Emilía Pérez | Elnyerte | [ * 23 ]          |
| 78. BAFTA-gála                                     | 2025. 02. 16. | Legjobb film                                 | Jacques Audiard, Pascal Caucheteux, Valerie Schermann és Anthony Vaccarello                                         | Jelölve  | [ * 24 ]          |
| 78. BAFTA-gála                                     | 2025. 02. 16. | Legjobb nem angol nyelvű film                | Jacques Audiard, Pascal Caucheteux, Valerie Schermann és Anthony Vaccarello                                         | Elnyerte | [ * 24 ]          |
| 78. BAFTA-gála                                     | 2025. 02. 16. | Legjobb rendező                              | Jacques Audiard | Jelölve  | [ * 24 ]          |
| 78. BAFTA-gála                                     | 2025. 02. 16. | Legjobb adaptált forgatókönyv                | Jacques Audiard | Jelölve  | [ * 24 ]          |
| 78. BAFTA-gála                                     | 2025. 02. 16. | Legjobb operatőr                             | Paul Guilhaume | Jelölve  | [ * 24 ]          |
| 78. BAFTA-gála                                     | 2025. 02. 16. | Legjobb női főszereplő                       | Karla Sofía Gascón                                                                                                  | Jelölve  | [ * 24 ]          |
| 78. BAFTA-gála                                     | 2025. 02. 16. | Legjobb női mellékszereplő                   | Selena Gomez | Jelölve  | [ * 24 ]          |
| 78. BAFTA-gála                                     | 2025. 02. 16. | Legjobb női mellékszereplő                   | Zoë Saldana | Elnyerte | [ * 24 ]          |
| 78. BAFTA-gála                                     | 2025. 02. 16. | Legjobb filmzene                             | Camille és Clément Ducol                                                                                            | Jelölve  | [ * 24 ]          |
| 78. BAFTA-gála                                     | 2025. 02. 16. | Legjobb smink                                | Julia Floch Carbonel, Emmanuel Janvier, Jean-Christophe Spadaccini és Romain Marietti                               | Jelölve  | [ * 24 ]          |
| 78. BAFTA-gála                                     | 2025. 02. 16. | Legjobb vágás                                | Juliette Welfling                                                                                                   | Jelölve  | [ * 24 ]          |
| 31. SAG-gála                                       | 2025. 02. 23. | Legjobb női főszereplő (mozifilm)            | Karla Sofía Gascón                                                                                                  | Jelölve  | [ * 25 ] [ * 26 ] |
| 31. SAG-gála                                       | 2025. 02. 23. | Legjobb női mellékszereplő                   | Zoë Saldana | Elnyerte | [ * 25 ] [ * 26 ] |
| 31. SAG-gála                                       | 2025. 02. 23. | Legjobb szereplőga (mozifilm)                | Emilia Pérez – Karla Sofía Gascón, Selena Gomez, Adriana Paz és Zoë Saldana                                         | Jelölve  | [ * 25 ] [ * 26 ] |
| 50. César-gála                                     | 2025. 02. 28. | Legjobb film                                 | Jacques Audiard, Pascal Caucheteux, Jacques Audiard, Valérie Schermann                                              | Elnyerte | [ * 27 ] [ * 28 ] |
| 50. César-gála                                     | 2025. 02. 28. | Legjobb rendező                              | Jacques Audiard | Elnyerte | [ * 27 ] [ * 28 ] |
| 50. César-gála                                     | 2025. 02. 28. | Legjobb színésznő                            | Karla Sofía Gascón                                                                                                  | Jelölve  | [ * 27 ] [ * 28 ] |
| 50. César-gála                                     | 2025. 02. 28. | Legjobb színésznő                            | Zoë Saldana | Jelölve  | [ * 27 ] [ * 28 ] |
| 50. César-gála                                     | 2025. 02. 28. | Legjobb adaptáció                            | Jacques Audiard | Elnyerte | [ * 27 ] [ * 28 ] |
| 50. César-gála                                     | 2025. 02. 28. | Legjobb operatőr                             | Paul Guilhaume | Elnyerte | [ * 27 ] [ * 28 ] |
| 50. César-gála                                     | 2025. 02. 28. | Legjobb vágás                                | Juliette Welfling                                                                                                   | Jelölve  | [ * 27 ] [ * 28 ] |
| 50. César-gála                                     | 2025. 02. 28. | Legjobb filmzene                             | Camille és Clément Ducol                                                                                            | Elnyerte | [ * 27 ] [ * 28 ] |
| 50. César-gála                                     | 2025. 02. 28. | Legjobb hang                                 | Erwan Kerzanet, Aymeric Devoldère, Cyril Holtz, Niels Barletta                                                      | Elnyerte | [ * 27 ] [ * 28 ] |
| 50. César-gála                                     | 2025. 02. 28. | Legjobb díszlet                              | Emmanuelle Duplay                                                                                                   | Jelölve  | [ * 27 ] [ * 28 ] |
| 50. César-gála                                     | 2025. 02. 28. | Legjobb jelmez                               | Virginie Montel | Jelölve  | [ * 27 ] [ * 28 ] |
| 50. César-gála                                     | 2025. 02. 28. | Legjobb vizuális effektusok                  | Cédric Fayolle | Elnyerte | [ * 27 ] [ * 28 ] |
| 97. Oscar-gála                                     | 2025. 03. 02. | Legjobb film                                 | Emilia Pérez | Jelölve  | [ * 29 ] [ * 30 ] |
| 97. Oscar-gála                                     | 2025. 03. 02. | Legjobb nemzetközi játékfilm                 | Emilia Pérez | Jelölve  | [ * 29 ] [ * 30 ] |
| 97. Oscar-gála                                     | 2025. 03. 02. | Legjobb rendező                              | Jacques Audiard | Jelölve  | [ * 29 ] [ * 30 ] |
| 97. Oscar-gála                                     | 2025. 03. 02. | Legjobb női főszereplő                       | Karla Sofía Gascón                                                                                                  | Jelölve  | [ * 29 ] [ * 30 ] |
| 97. Oscar-gála                                     | 2025. 03. 02. | Legjobb női mellékszereplő                   | Zoë Saldana | Elnyerte | [ * 29 ] [ * 30 ] |
| 97. Oscar-gála                                     | 2025. 03. 02. | Legjobb adaptált forgatókönyv                | Jacques Audiard | Jelölve  | [ * 29 ] [ * 30 ] |
| 97. Oscar-gála                                     | 2025. 03. 02. | Legjobb eredeti filmzene                     | Camille és Clément Ducol                                                                                            | Jelölve  | [ * 29 ] [ * 30 ] |
| 97. Oscar-gála                                     | 2025. 03. 02. | Legjobb eredeti dal                          | „El Mal” – zene: Clément Ducol és Camille; szöveg: Clément Ducol, Camille és Jacques Audiard                        | Elnyerte | [ * 29 ] [ * 30 ] |
| 97. Oscar-gála                                     | 2025. 03. 02. | Legjobb eredeti dal                          | „Mi Camino” – zene és szöveg: Camille és Clément Ducol                                                              | Jelölve  | [ * 29 ] [ * 30 ] |
| 97. Oscar-gála                                     | 2025. 03. 02. | Legjobb hang                                 | Erwan Kerzanet, Aymeric Devoldère, Maxence Dussère, Cyril Holtz és Niels Barletta                                   | Jelölve  | [ * 29 ] [ * 30 ] |
| 97. Oscar-gála                                     | 2025. 03. 02. | Legjobb operatőr                             | Paul Guilhaume | Jelölve  | [ * 29 ] [ * 30 ] |
| 97. Oscar-gála                                     | 2025. 03. 02. | Legjobb smink                                | Julia Floch Carbonel, Emmanuel Janvier és Jean-Christophe Spadaccini                                                | Jelölve  | [ * 29 ] [ * 30 ] |
| 97. Oscar-gála                                     | 2025. 03. 02. | Legjobb vágás                                | Juliette Welfling                                                                                                   | Jelölve  | [ * 29 ] [ * 30 ] |